# 鈴木則子 (筆跡心理士)
鈴木 則子（すずき のりこ、1948年 - ）は、開運筆跡の祖、筆跡心理士。日本筆跡学院 学院長。

## 略歴
京都市伏見区出身。帝塚山大学教養学部国際政治学科卒業。1994年に感性総合研究所を設立。1995年、女性筆跡診断士になり、全国各地に筆跡診断教室を開講。筆跡から見た行動を分析して性格、適性を診断し、アドバイスを行う。
2009年、日本筆跡学院を設立。東京本校を拠点に筆跡心理学と人間学の養成講座を展開。多くの筆跡心理士を輩出している。
開運文字に基づく表札、看板、印鑑等の制作も行っている。

## 日本筆跡学院
2009年（平成21年）4月1日、代表・鈴木則子により設立。英語表記はJapan Academy of Graphology。筆跡心理学を学ぶことのできる学校である。

## 著書・執筆活動
- CD『心の旋律(しらべ) ～いのち輝かす人生のために～』（1992年3月、感性総合研究所）
- 『あなた、キラリと輝きませんか』（2001年3月、都市文化社）
- 「図解 幸運を呼ぶ『筆跡術』」（2006年1月、講談社+α文庫）
- 『しまうまくんの筆跡診断テスト』 ZEBRA公式サイトにて筆跡診断コーナーを監修（2007年4月～、ゼブラ株式会社）
- 『いのち輝かす開運筆跡』（2011年1月、日本筆跡心理士協会）
- 『書くだけ!!開運筆跡ドリル』（2011年12月、㈱ｲﾝﾀｰﾅｼｮﾅﾙﾗｸﾞｼﾞｭｱﾘｰﾒﾃﾞｨｱ）
- 『開運筆跡の教本』（2018年1月、㈱展望社）

## 出演

### テレビ
- 痛快!エブリデイ 「これで解る人の心のウソ・ホント」（関西テレビ、2001年4月）
- 大阪ほんわかテレビ 「本職以外にユニークな肩書きを持つ人物紹介」（読売テレビ、2001年6月）
- スーパーJチャンネル 「字は人なり」（テレビ朝日、2001年8月）
- せやねん! 「筆跡で診る夫婦の相性」（毎日放送、2002年6月）
- おもいッきりイイ!!テレビ 「エ～!!本当ですか、先生？」『幸運を呼ぶための筆跡術』編（日本テレビ、2008年10月）
- ひるおび! 「文字を変えると運勢が変わる？！筆跡術」（TBS、2009年6月）
- ひるおび!「成功した社長の筆跡 出張診断！」（TBS、2009年7月）
- モヤモヤさまぁ～ず2 「経堂」特集（テレビ東京、2012年9月2日）
- ショウ君のペラ1 （テレビ東京、2012年10月21日）
- モヤモヤさまぁ～ず2 （テレビ東京、2013年1月1日）
- もってる！？モテるくん （読売テレビ、2013年1月12日）
- 路線バスで寄り道の旅 （テレビ朝日、2015年5月31日）
- Ｌ４ＹＯＵ！plus （テレビ東京、2015年7月30日）
- モヤモヤさまぁ～ず2　「経堂周辺」（テレビ東京、2017年4月23日）
- じゅん散歩　「経堂」（テレビ朝日、2018年3月6日）